# Cinzio Scagliotti
Cinzio Scagliotti (né le 26 mars 1911 à Alexandrie dans le Piémont et mort le 26 décembre 1985 à Florence) est un joueur et entraîneur italien de football, qui jouait au poste d'attaquant.